# Bolinus
Genre
Synonymes
- voir paragraphe #Synonymes

Bolinus est un genre de mollusques gastéropodes marins de la famille des Muricidae.

## Synonymes
- genre Brandaria Monterosato, 1917[1]
- sous-genre Murex (Bolinus) Pusch, 1837[1]
- sous-genre Murex (Rhynocantha) Bellardi, 1873[1]
- genre Purpura Jousseaume, 1880[1]

## Liste d'espèces
Selon World Register of Marine Species (21 juin 2021) :
- † Bolinus beyrichi (Koenen, 1889)
- Bolinus brandaris (Linnaeus, 1758) - le murex épineux ou murex tinctorial -- Méditerranée
- Bolinus cornutus (Linnaeus, 1758) -- Golfe de Guinée
- † Bolinus egerensis (Gábor, 1936)
- † Bolinus submuticus (Grateloup, 1846)
- † Bolinus subtorularius (Hoernes & Auinger, 1885)
- † Bolinus verefusoides (Cossmann & Peyrot, 1924)

## Galerie

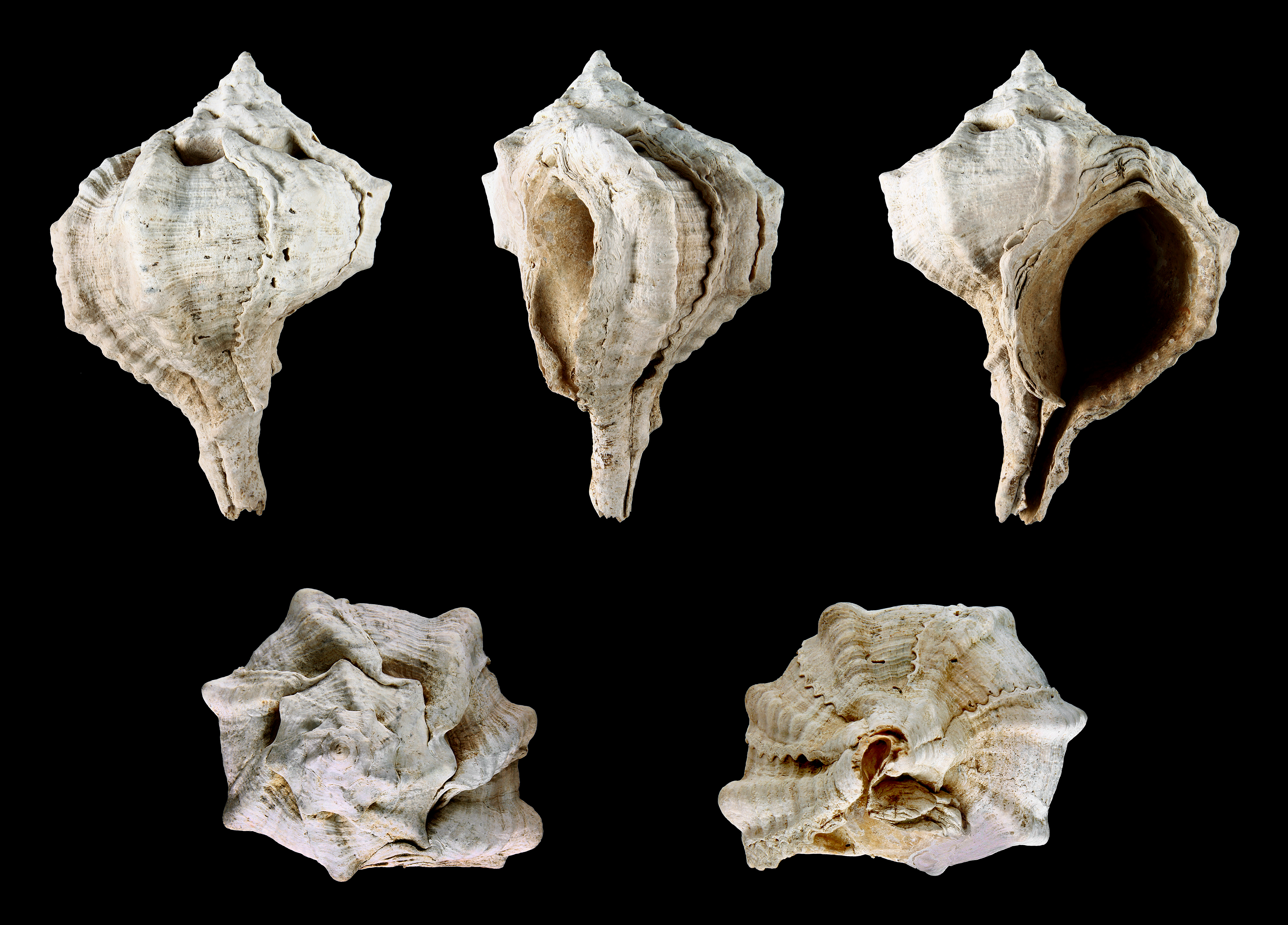
Bolinus brandaris var. torularius.
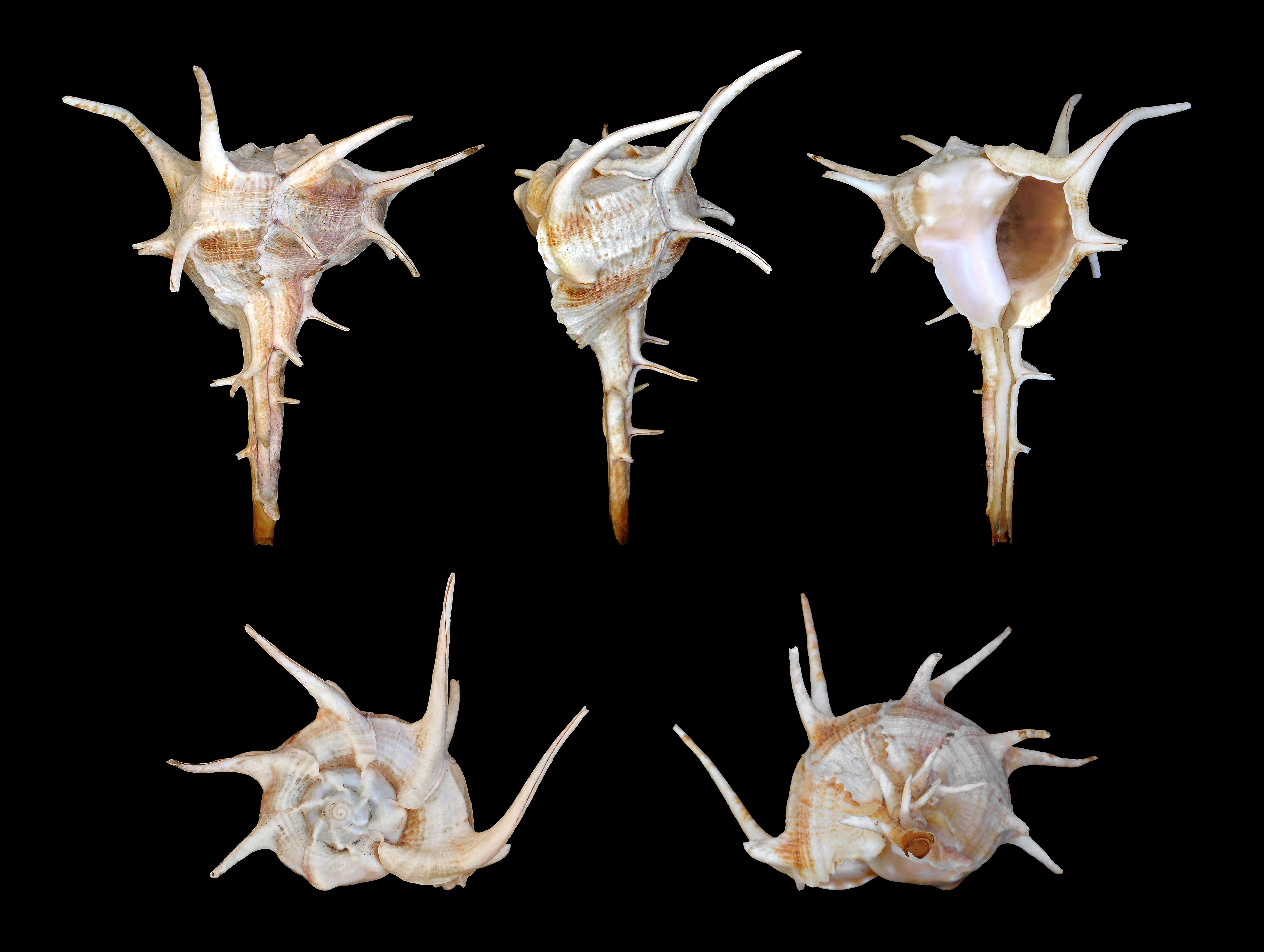
Bolinus cornutus.